# Гори Еверетт
Гори Еверетт — це гірський хребет, який розташований у затоці Фробішер на півдні острова Баффін, штат Нунавут, Канада. Столиця Нунавута Ікалуїт захищена горами Еверетт. Гірський масив є піддіапазоном Арктичних Кордильєр.